# 伊東長救
伊東 長救（いとう ながひら）は、備中国岡田藩5代藩主。第4代藩主・伊東長貞の長男。

## 略歴
元禄6年（1693年）、父・長貞の死去により家督を継いだ。
元禄14年（1701年）、陣屋を中村から岡田山（現在の倉敷市立岡田小学校）に移す。
宝永2年（1705年）、岡田藩主の鎮守として岡田大池の傍の東の丘に「稲荷神社」を建立。
享保元年（1716年）、岡田大池に「大池の弁天様」を建立。
享保2年（1717年）、税や賦役の負担軽減を求めての新本義民騒動が起こった。長救はこの訴えを聞き入れる代わりに、騒動の指導者4人を処刑している。
享保3年（1718年）、岡田新道を完成させた。
享保8年（1723年）3月5日、新本義民騒動で失意のうちに、家督を長男・長丘に譲って隠居し、浄山と号した。
延享2年（1745年）9月20日に死去した。享年84。

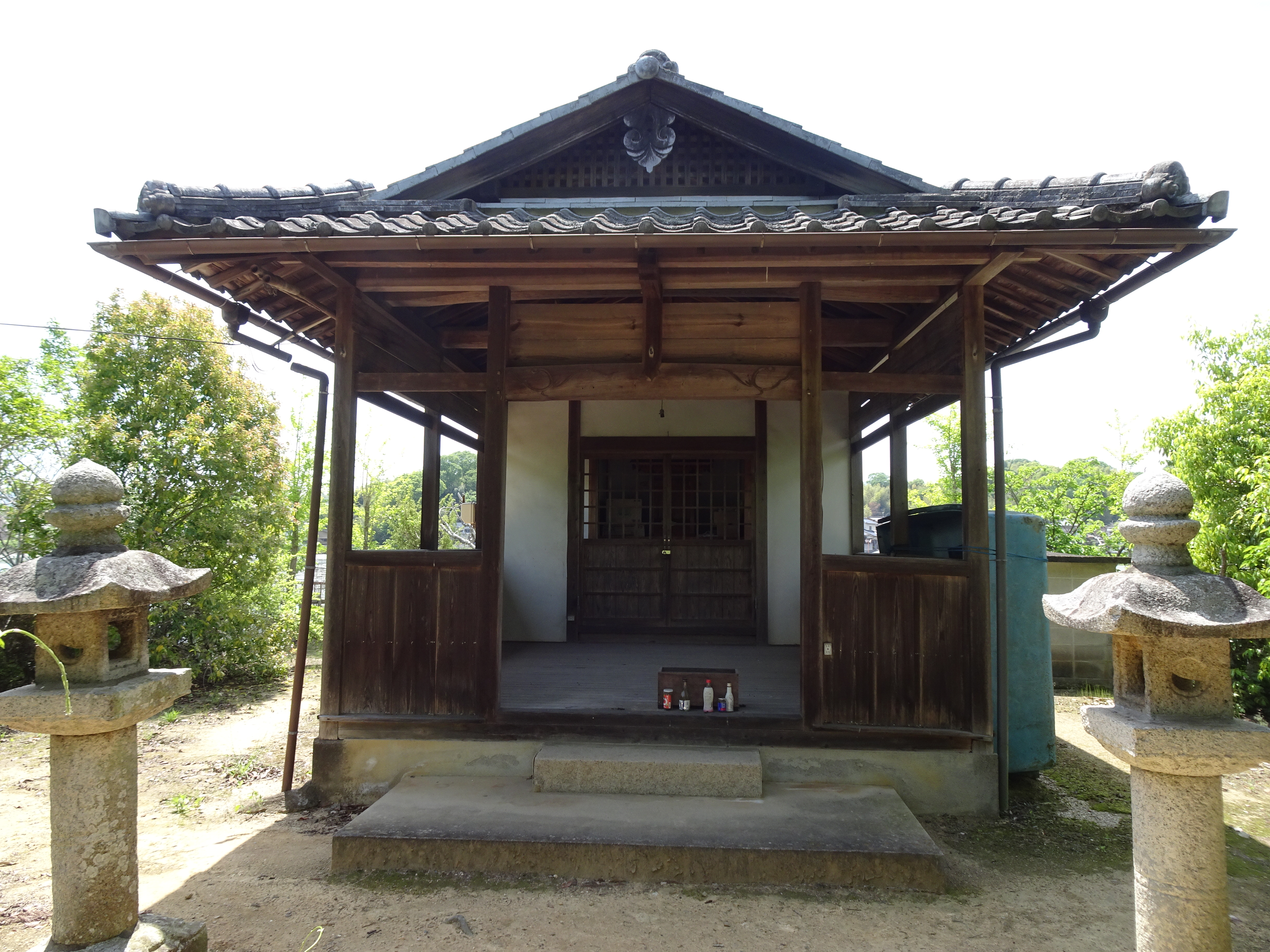
大池の弁天様
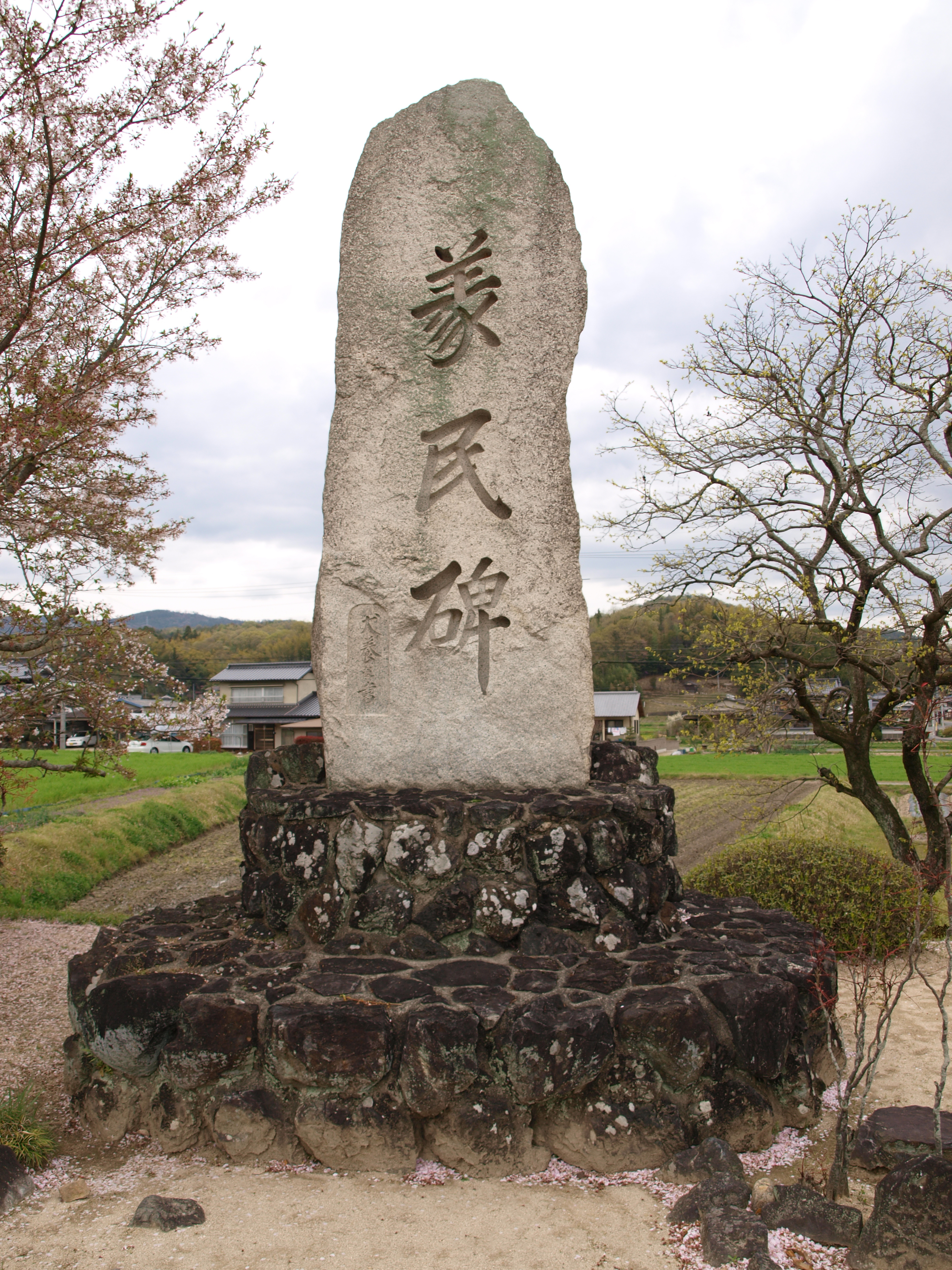
新本義民騒動の義民四人衆の義民碑

## 系譜
- 父：伊東長貞（1643年 - 1693年）
- 母：大久保教勝の娘
- 正室：木下俊長の娘
- 側室：堀田氏
  - 長男：伊東長丘（1697年 - 1782年）
- 生母不明の子女
  - 女子：小笠原貞通正室 - のち武田信胤正室
  - 四男：伊東長煕
  - 女子：岡部長威正室
  - 女子：池田長興正室
  - 女子：まつ - 松平正方正室